# 伊吹亜門
伊吹 亜門（いぶき あもん、1991年 -）は、日本の推理作家。

## 人物・経歴
愛知県生まれ、京都府在住。同志社大学卒業。現在会社員。
大学時代は同志社大学ミステリ研究会に所属。
2015年、短編「監獄舎の殺人」で第12回ミステリーズ！新人賞（東京創元社主催、選考委員：新保博久、法月綸太郎、米澤穂信）を受賞。同賞の最年少受賞者である。
2019年、初単行本『刀と傘 明治京洛推理帖』（東京創元社）で、第19回本格ミステリ大賞小説部門を受賞。2021年、『幻月と探偵』で第24回大藪春彦賞候補。2024年、『焔と雪 京都探偵物語』で第77回日本推理作家協会賞候補。

## ミステリ・ランキング
- 週刊文春ミステリーベスト10
  - 2019年 - 『刀と傘 明治京洛推理帖』10位
  - 2021年 - 『幻月と探偵』16位
  - 2023年 - 『焔と雪 京都探偵物語』16位
- このミステリーがすごい!
  - 2020年 - 『刀と傘 明治京洛推理帖』5位
  - 2022年 - 『幻月と探偵』18位
  - 2024年 - 『焔と雪 京都探偵物語』15位
  - 2025年 - 『帝国妖人伝』37位
- 本格ミステリ・ベスト10
  - 2020年 - 『刀と傘 明治京洛推理帖』4位
  - 2022年 - 『幻月と探偵』16位
  - 2023年 - 『京都陰陽寮 謎解き滅妖帖』24位
  - 2024年 - 『焔と雪 京都探偵物語』17位
- ミステリが読みたい!
  - 2020年 - 『刀と傘 明治京洛推理帖』1位
  - 2024年 - 『焔と雪 京都探偵物語』10位

## 作品リスト

### 単行本

#### 明治京洛推理帖シリーズ
- 『刀と傘 明治京洛推理帖』（2018年11月 東京創元社 ミステリ・フロンティア）
  - 【改題】『刀と傘』（2023年4月 創元推理文庫）
    - 収録作品
      - 「佐賀から来た男」（『ミステリーズ！』vol.80 DECEMBER 2016）
      - 「弾正台切腹事件」（『ミステリーズ！』vol.89 JUNE 2018）
      - 「監獄舎の殺人」（『ミステリーズ！』vol.73 OCTOBER 2015）
      - 「桜」（書き下ろし）
      - 「そして、佐賀の乱」（書き下ろし）
- 『雨と短銃』（2021年2月 東京創元社 ミステリ・フロンティア / 2024年5月 創元推理文庫）

#### その他の小説
- 『幻月と探偵』（2021年8月 KADOKAWA / 2024年6月 角川文庫）
- 『京都陰陽寮謎解き滅妖帖』（2022年6月 星海社FICTIONS）
  - 収録作品：「長刀坂忌譚」 / 「牡蠣殻堂事件」 / 「祇園結界防衛指令」
- 『焔と雪 京都探偵物語』（2023年8月 早川書房）
  - 収録作品：「うわん」 / 「火中の蓮華」 / 「西陣の暗い夜」 / 「いとしい人へ」 / 「青空の行方」
- 『帝国妖人伝』（2024年2月 小学館）
  - 収録作品
    - 第一話「長くなだらかな坂」（『STORY BOX』2021年7月号）
    - 第二話「法螺吹峠の殺人」（『STORY BOX』2021年11月号）
    - 第三話「攻撃」（『STORY BOX』2022年8月号）
    - 幕間（書き下ろし）
    - 第四話「春帆飯店事件」（『STORY BOX』2023年7月号）
    - 第五話「列外へ」（書き下ろし）
- 『路地裏の二・二六』（2025年1月 PHP研究所）

#### 共著
- 『ミステリーツアー』（2024年6月 講談社） - 編：講談社、共著：青崎有吾、阿津川辰海、似鳥鶏、真下みこと。書評集。

### アンソロジー採録
「」内が伊吹の作品
- 『ザ・ベストミステリーズ 2016』（2016年5月 講談社 ） -「監獄舎の殺人」
- 『ベスト本格ミステリ2016』（2016年6月 講談社ノベルス） -「監獄舎の殺人」
  - 【再編集・改題】『ベスト本格ミステリ TOP5 短編傑作選002』（2019年2月 講談社文庫）
- 『監獄舎の殺人 ミステリーズ! 新人賞受賞作品集』（2016年12月 創元推理文庫） -「監獄舎の殺人」
- 『ベスト本格ミステリ2017』（2017年6月 講談社ノベルス） - 「佐賀から来た男」
- 『本格王2020』（2020年8月 講談社文庫） - 「囚われ師光」
- 『斬新 THE どんでん返し』（2023年4月 双葉文庫） - 「遣唐使船は西へ」
- 『時代小説ザ・ベスト 2023』日本文藝家協会編（2023年7月 集英社文庫） - 「遣唐使船は西へ」
- 『推理の時間です』（2024年1月 講談社）「波戸崎大尉の誉れ」

### 雑誌掲載
単行本未収録作品
- 「囚われ師光」（『ミステリーズ！』vol.94 APRIL 2019）
- 「遣唐使船は西へ」（『小説推理』2022年5月号）
- 「波戸崎大尉の誉れ」（『メフィスト 2023 SUMMER Vol.8』）
- 「海軍不正講義」（『小説野性時代』vol.239 2023/10）
- 「仇討禁止令」（『紙魚の手帖』vol.15 FEBRUARY 2024）
- 「黒樂茶碗 朧」（『小説推理』2024年7月号）

エッセイ
- 「うす暗い町の片隅で」（『月刊ジェイ・ノベル』2016年1月号）
- 「創作に於いて影響を受けた音楽作品ベスト3」（『webジェイ・ノベル』2019年9月3日）
- 「犬山線と幻の街」（「心のしおり」『中日新聞』2019年7月26日朝刊）
- 「一期一衣」（『小説すばる』2020年3月号）
- 「恋文がわりの妖人伝」（『小説丸』2024/2/15）

## 参考資料
- 東京創元社主催 ミステリーズ!新人賞 案内